# Liste fraktionsloser Mitglieder des 6. Europäischen Parlaments
Die Liste fraktionsloser Mitglieder des 6. Europäischen Parlaments enthält die Abgeordneten, die in der 6. Wahlperiode von 2004 bis 2009 zumindest übergangsweise nicht einer der Fraktionen des Europäischen Parlaments angehören.
29 der 732 Abgeordnete waren zu Beginn der Wahlperiode fraktionslos, zum Ende waren es 29 von 785.

## Abgeordnete
| Land                   | Partei                                               | Europäische Partei | Sitze | MdEP | Anmerkung |
| ---------------------- | ---------------------------------------------------- | ------------------ | ----- | --- | --- |
| Belgien                | Vlaams Belang                                        | –                  | 3     | Philip Claeys Koenraad Dillen Frank Vanhecke                                                                       | vom 15. Januar bis 13. November 2007 ITS-Fraktion |
| Bulgarien              | Ataka                                                | –                  | 3     | Dimitar Kinow Stojanow Slavcho Binev Dessislaw Tschukolow                                                          | Stojanow 1. Januar 2007 (Beitritt Bulgariens zur EU) bis 14. Januar, dann ITS-Fraktion; alle ab 14. November 2007 fraktionslos |
| Frankreich             | Front National                                       | Euronat            | 7     | Bruno Gollnisch Carl Lang Jean-Marie Le Pen Marine Le Pen Fernand Le Rachinel Jean-Claude Martinez Lydia Schenardi | vom 15. Januar bis 13. November 2007 ITS-Fraktion |
| Italien                | Nuovo PSI                                            | –                  | 2     | Gianni De Michelis Alessandro Battilocchio                                                                         | bis 23. Oktober 2007, dann SPE-Fraktion |
| Italien                | Uniti nell'Ulivo                                     | –                  | 1     | Gianni Rivera | ab 25. Mai 2005, Nachrücker (für wen?) |
| Italien                | Alternativa Sociale                                  | –                  | 1     | Roberto Fiore Alessandra Mussolini                                                                                 | Mussolini vom 15. Januar bis 13. November 2007 ITS-Fraktion, bis 28. April 2008; Fiore ab 16. Mai 2008 |
| Italien                | Fiamma Tricolore                                     | Euronat            | 1     | Luca Romagnoli | vom 15. Januar bis 13. November 2007 ITS-Fraktion |
| Italien                | Lega Nord                                            | ADIE               | 4     | Mario Borghezio Umberto Bossi Matteo Salvini Gian Paolo Gobbo Francesco Speroni                                    | ab 27. April 2006, zuvor Ind/Dem; Salvini bis 7. November 2006, Gobbo ab 8. November 2006; ab 13. Dezember 2006 UEN |
| Österreich             | Liste Dr. Martin                                     | –                  | 2     | Hans-Peter Martin Karin Resetarits                                                                                 | Resetarits bis 7. Juni 2005, dann ALDE-Fraktion |
| Österreich             | Freiheitliche Partei Österreichs                     |                    | 1     | Andreas Mölzer | vom 15. Januar bis 13. November 2007 ITS-Fraktion |
| Polen                  | Samoobrona Rzeczpospolitej Polskiej                  | EUD                | 6     | Marek Czarnecki Ryszard Czarnecki Bogdan Golik Wiesław Kuc Jan Masiel Leopold Rutowicz                             | Golik und Kuc bis 30. November 2004, dann SPE; Masiel, Rutowicz, Marek Czarnecki und Ryszard Czarnecki bis 14. November 2006, dann UEN                                                                                                |
| Polen                  | Liga Polskich Rodzin                                 | –                  | 2     | Sylwester Chruszcz Maciej Giertych                                                                                 | ab 15. Dezember 2005 zuvor Ind/Dem; Chruszcz bis 17. Dezember 2008, dann UEN |
| Rumänien               | Partidul România Mare                                |                    | 5     | Daniela Buruiană Aprodu Eugen Mihăescu Viorica Moisuc Petre Popeangă Cristian Stănescu                             | ab 1. Januar 2007 (Beitritt Rumäniens zur EU); vom 15. Januar bis 11. (Mihăescu, Popeangă), 12. (Moisuc) bzw. 13. (Buruiană Aprodu, Stănescu) November 2007 ITS-Fraktion; Buruiană Aprodu, Mihăescu und Mihăescu bis 9. Dezember 2007 |
| Rumänien               | –                                                    | –                  | 1     | Dumitru Gheorghe Mircea Coșea                                                                                      | ab 14. November 2007, zuvor ITS; bis 9. Dezember 2007 |
| Slowakei               | Ľudová strana – Hnutie za demokratické Slovensko     | –                  | 3     | Peter Baco Irena Belohorská Sergej Kozlík                                                                          | Baco bis 13. Juni 2007 |
| Tschechien             | –                                                    | –                  | 1     | Jana Bobošíková | |
| Vereinigtes Königreich | Democratic Unionist Party/Traditional Unionist Voice | ADIE               | 1     | Jim Allister | |
| Vereinigtes Königreich | –                                                    | –                  | 3     | Robert Kilroy-Silk Ashley Mote Tom Wise                                                                            | Kilroy-Silk ab 1. November 2004, zuvor Ind/Dem Mote vom 15. Januar 2007 bis 13. November 2007 ITS-Fraktion Wise ab 8. Mai 2008, zuvor Ind/Dem                                                                                         |